# Chico Buarque de Mangueira
| Críticas profissionais | Críticas profissionais |
| Avaliações da crítica  | Avaliações da crítica  |
| Fonte                  | Avaliação              |
| ---------------------- | ---------------------- |
| Allmusic               | [ 1 ]                  |

Chico Buarque de Mangueira é um álbum do cantor Chico Buarque com participação especial de convidados. Foi lançado em novembro de 1997 em homenagem à escola de samba Estação Primeira de Mangueira que decidiu, na época, a vida artística de Buarque como enredo para seu desfile do carnaval do Rio de Janeiro de 1998. Conta com vocal dos artistas como Alcione, Christina Buarque, Carlinhos Vergueiro, Jamelão, João Nogueira, Leci Brandão, Nelson Sargento e a Velha Guarda da Mangueira.

## Antecedentes e produção
Após Chico Buarque ser oficialmente confirmado como enredo do desfile para o carnaval do Rio de Janeiro de 1998 da Estação Primeira de Mangueira, o artista começou a produzir um álbum para homenagear a escola. O lucro das vendas foram destinados para projetos sociais da Mangueira.

## Faixas
| Versão padrão |                                                                                             | |                                                                   |         |  |
| N.º           | Título                                                                                      | Compositor(es) | Intérprete(s)                                                     | Duração |  |
| 1.            | "Chão de Esmeraldas"                                                                        | Chico Buarque, Hermínio Bello de Carvalho                                                                             | Chico Buarque                                                     | 2:40    |  |
| 2.            | "Sala De Recepção/Alvorada/Folhas Secas/Pranto De Poeta/Saudosa Mangueira/La Vem Mangueira" | Cartola, Nelson Cavaquinho, Guilherme de Brito, Herivelto Martins, Almir Guineto, Carlos Senna, Otacílio da Mangueira | Alcione, João Nogueira, Leci Brandão                              | 10:45   |  |
| 3.            | "Linguagem Do Morro/Favela/O Samba Do Operario"                                             | Ferreira dos Santos, Padeirinho, Alfredo Português, Cartola, Nelson Sargento                                          | João Nogueira, Christina Buarque                                  | 5:19    |  |
| 4.            | "Como Sera O Ano 2000?/Cabritada Mal Sucedida/Polícia No Morro/Agoniza Mas Nao Morre"       | Padeirinho, Geraldo Pereira, Wilton Vanderley, Arnaldo Passos, Nelson Sargento                                        | Carlinhos Vergueira, Christina Buarque, Velha Guarda da Mangueira | 6:54    |  |
| 5.            | "Pisei Num Despacho / Resignação / Você Esta Sumido / Se Eu Pudesse"                        | Geraldo Pereira, Elpídio Viana, Arnô Provenzano                                                                       | Alcione, Nelson Sargento                                          | 5:19    |  |
| 6.            | "Estação Derradeira"                                                                        | Buarque | Alcione                                                           | 4:17    |  |
| 7.            | "Piano Na Mangueira"                                                                        | Tom Jobim, Burque | Jamelão                                                           | 2:05    |  |
| 8.            | "Divina Dama"                                                                               | Cartola | Chico Buarque                                                     | 2:37    |  |
| 9.            | "Exaltação a Mangueira"                                                                     | Enéas Brites Da Silva, Aloísio Augusto Da Costa                                                                       | Chico Buarque, Nelson Sargento                                    | 2:39    |  |
| 10.           | "Capital do Samba"                                                                          | José Ramos | Velha Guarda da Mangueira                                         | 3:14    |  |